# .kw
‎.kw‏ دامنه اینترنتی اختصاص داده شده به کشور کویت است.